# Hyun Jung-hwa

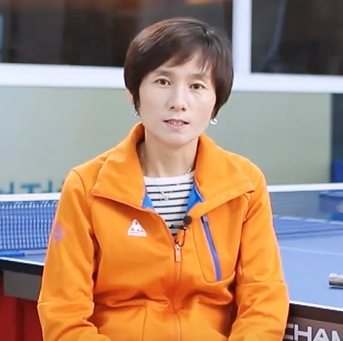
Hyun Jung-hwa in 2018

Hyun Jung-hwa (Koreaans: 현정화) (Busan, 6 oktober 1969) is een Zuid-Koreaans voormalig tafeltennisspeelster. Ze werd in 1993 wereldkampioen enkelspel, in 1987 samen met Yang Young-ja wereldkampioen in het vrouwendubbel en in 1989 samen met Yoo Nam-kyu wereldkampioen gemengd dubbel. Ze won het WK voor landenploegen in 1991 met een Koreaans team waar ook de Noord-Koreaanse speelsters Li Bun-hui en Yu Sun-bok deel van uitmaakten. Daarnaast pakte Hyun Jung-hwa op de Olympische Zomerspelen 1988 aan de zijde van opnieuw Yang Young-ja de gouden medaille in het dubbelspel voor vrouwen na een finale tegen het Chinese duo Jiao Zhimin/Chen Jing.

## Biografisch
Hoewel Hyun Jung-hwa in 1986 enkelspelkampioen werd op de Aziatische Jeugd Kampioenschappen, boekte ze tijdens haar seniorenloopbaan vooral successen in dubbelspeltoernooien. Zo won ze naast de genoemde mondiale titels zowel het vrouwen- als het gemengd dubbel op de Aziatische Kampioenschappen 1988 en verlengde ze de laatste titel in 1990. In '90 won de Zuid-Koreaanse eveneens het vrouwendubbel op de Aziatische Spelen en de World Doubles Cup. Laatstgenoemde beker raakte ze twee jaar later pas in de finale kwijt.
Hyun Jung-hwa volgde haar Olympische dubbelspeltitel uit 1988 tijdens de Olympische Zomerspelen 1992 op met bronzen medailles in zowel het enkel- als dubbelspel. Ditmaal dubbelde ze met haar landgenote Hong Cha-ok.
1988: Yang Young-ja / Hyun Jung-hwa ·
1992: Deng Yaping / Qiao Hong ·
1996: Deng Yaping / Qiao Hong ·
2000: Li Ju / Wang Nan ·
2004: Zhang Yining / Wang Nan
- Gemeinsame Normdatei: 1154604276
- International Standard Name Identifier: 0000 0000 5090 9803
- Library of Congress Control Number: nr95044151
- Virtual International Authority File: 22037175
- WorldCat: E39PBJpV4cGYY9kM4RgF8d3fbd